# Rakvere Spordihall
 (avril 2025).
Si vous disposez d'ouvrages ou d'articles de référence ou si vous connaissez des sites web de qualité traitant du thème abordé ici, merci de compléter l'article en donnant les références utiles à sa vérifiabilité et en les liant à la section « Notes et références ».
Le Rakvere Spordihall est une salle multi-sport située à Rakvere, elle a été inaugurée en 2004 et peut contenir jusqu'à 3 500 personnes.
Elle accueille généralement les matchs de basket-ball et de volley-ball et des concerts.